# Viktor Oliva

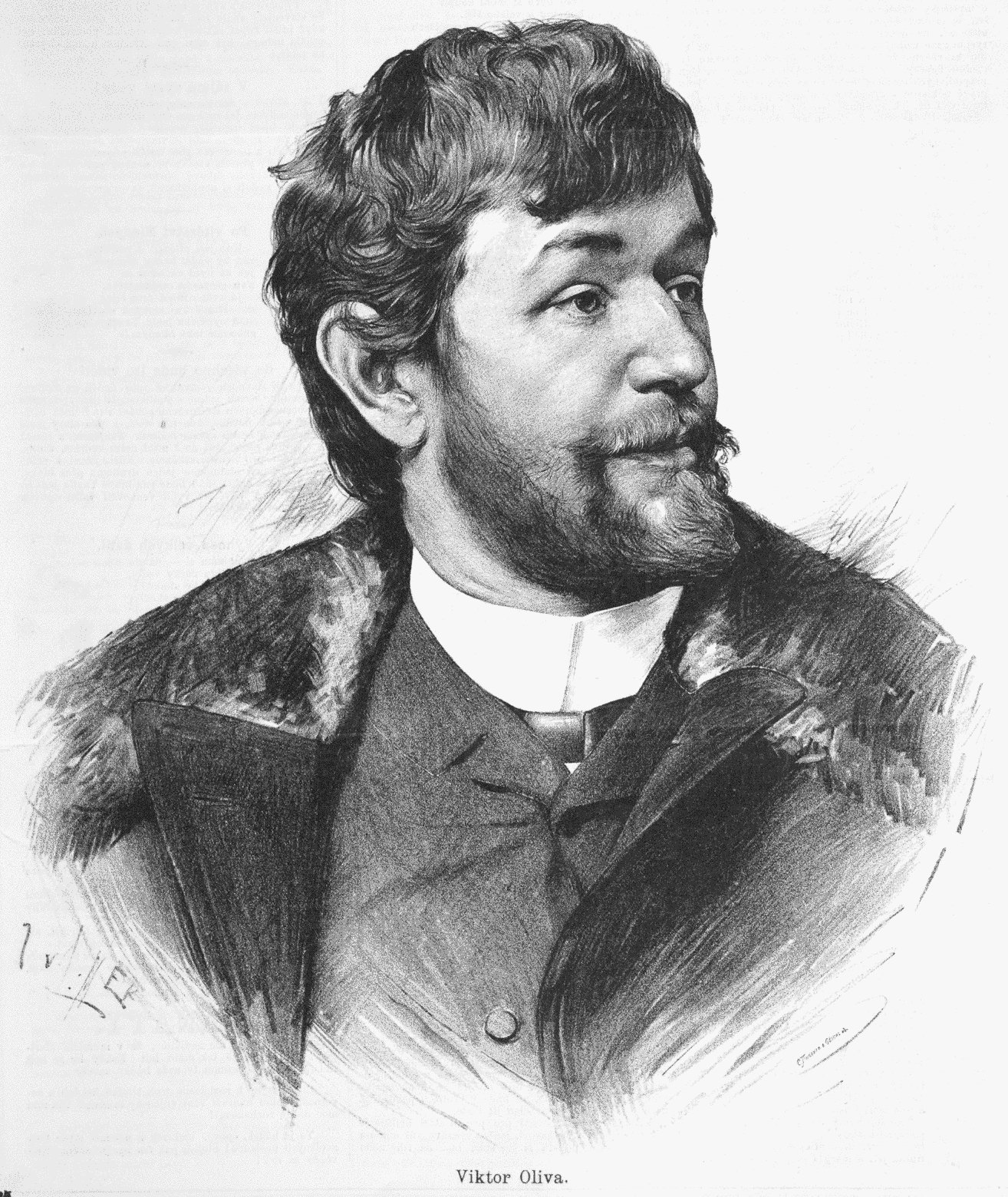
Viktor Oliva (1889)

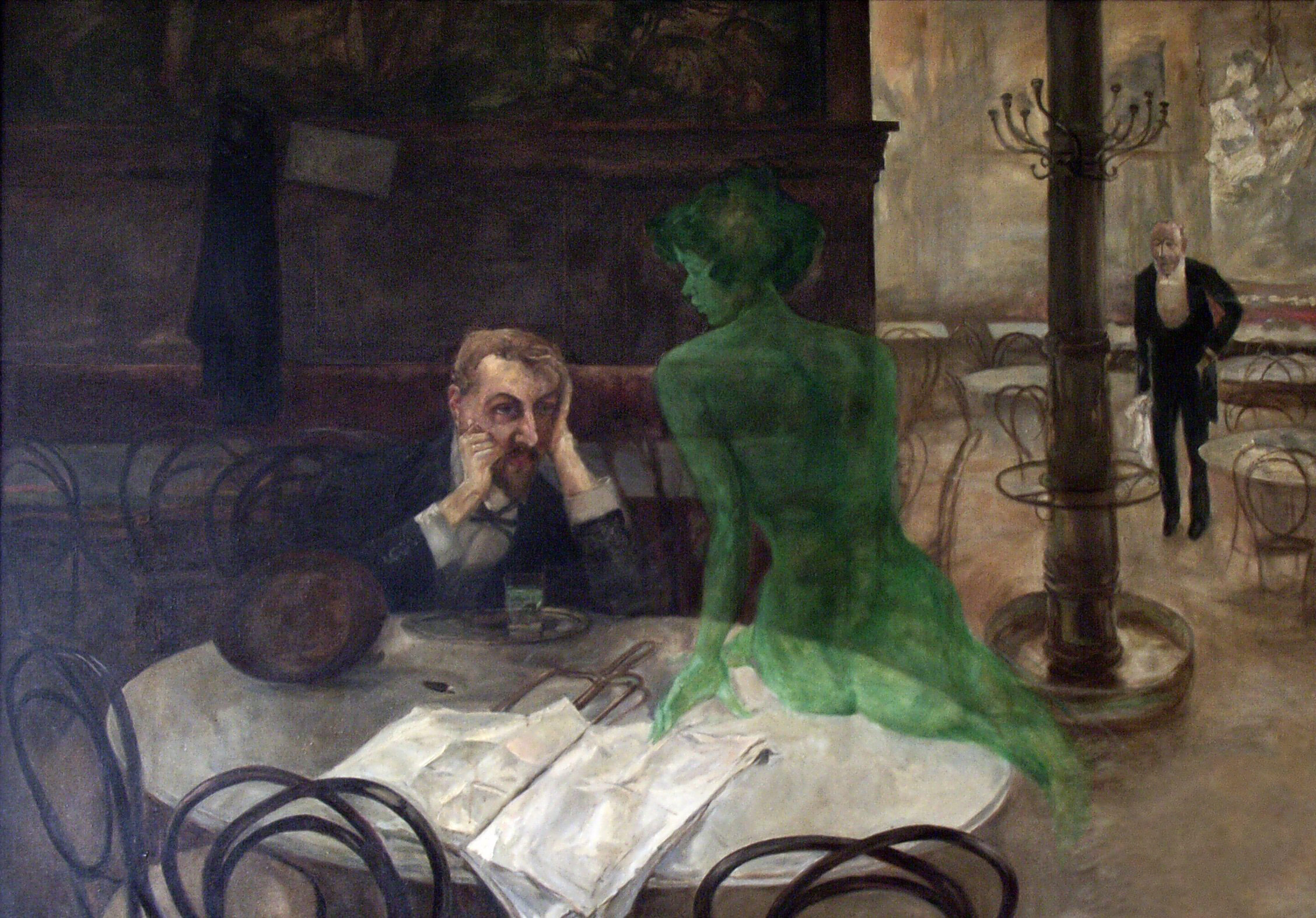
"De absinth-drinker" van Viktor Oliva

Viktor Oliva (Nové Strašecí, 24 april 1861 - Praag, 5 april 1928) was een Tsjechisch schilder, graficus, illustrator en affiche-kunstenaar. Zijn beroemdste schilderij is De absinth-drinker ('Piják Absintu'), dat nog steeds in zijn favoriete café Slavia in Praag hangt. Zijn belangrijkste stijl was art nouveau.
Op 17-jarige leeftijd ging hij naar de Praagse kunstacademie, waar hij studeerde onder František Sequens. Later studeerde hij aan de Akademie der Bildende Kunsten in München. Hier sloot hij zich bij de Tsjechische kunstenaarsvereniging Škréta aan, waarvan ook Alfons Mucha en Luděk Marold lid waren.
In 1888 trok hij als zoveel andere Tsjechische kunstenaars naar Parijs en raakte in Montmartre bevriend met kunstenaars en schrijvers van de Parijse Bohème, zoals Mikoláš Aleš, Jakub Arbes en Karel Vitězslav Mašek. Deze groep geloofde in en leefde naar bepaalde idealen. In deze inspirerende omgeving ontwikkelde zijn kunst zich al snel. Ook ontdekte hij in deze tijd de vreugde van de absint. Oliva was ook een enthousiaste ballonvaarder: met de bemanning van de Franse luchtvaartpionier Louis Godard maakte hij een ballontocht van Praag naar de Oostzee.
Hij keerde terug naar Praag en werd in 1897 beeldredacteur van het populaire blad Zlatá Praha ('Gouden Praag') en een encyclopedie, uitgegeven door Jan Otto. Hij zou dit werk negentien jaar doen. Rond deze tijd trouwde hij met Anna Adamcová, met wie hij een zoon zou krijgen, de latere kunstenaar Victor Oliva jr.. Het huwelijk zou niet lang stand houden: Anna ging ervandoor met een zanger.
De volgende kwart eeuw was Oliva zeer productief. Hij maakte boekillustraties (onder meer voor de reisverhalen van zijn grote vriend Josef Kořenský), boekbanden, Ex libris en advertentieposters. Ook schilderde hij landschappen, toneeldecoraties en muurschilderingen in talrijke gebouwen.
In 1901 maakte hij zijn beroemdste werk, De absinth-drinker, waarop een benevelde heer aan een tafeltje zit met een groene fee (zoals absint ook wel wordt genoemd).
Oliva ligt begraven op de Olšany-begraafplaats in Praag.
- Gemeinsame Normdatei: 1144203538
- International Standard Name Identifier: 0000 0000 5568 536X
- Library of Congress Control Number: nr91043334
- Nationale Bibliotheek van Tsjechië: jk01091053
- RKD-Nederlands Instituut voor Kunstgeschiedenis: 134285
- Système universitaire de documentation: 147242657
- Virtual International Authority File: 71250459
- WorldCat: E39PBJjMBF3mtbkk4dV6xK6qcP